# Fara v Heřmanově Městci
Pozdně barokní soliterní patrová budova fary z roku 1702 se nalézá na náměstí Míru v těsné blízkosti kostela svatého Bartoloměje ve městě Heřmanův Městec v okrese Chrudim. Budova fary byla později přestavěna při obnově kostela po vyhoření v roce 1740. Areál fary je spolu s přilehlou hospodářskou budovou a ohradní zdí chráněn od 2. května 2007 jako nemovitá kulturní památka ČR.

## Popis

### Exteriér
Jednopatrová budova fary s valbovou střechou krytou taškami se nachází na jihovýchodním konci náměstí v těsné blízkosti presbytáře kostela svatého Bartoloměje.
Boční průčelí jsou pětiosá, vstupní průčelí je trojosé. Fasády mají na třech stranách pravidelné architektonické členění - kromě mezipatrové a korunní římsy jsou svisle členěny meziokenními a nárožními lisenami. Okna v přízemí mají jednoduché šambrány a jsou v nich dochovány barokní kovové mříže, okna v patře mají šambrány doplněny nadokenními frontony.
Hlavní vstup od jihu je opatřen kamenným neorenesančním portálem v pravoúhlém rámu, se segmentovým nadpražím průchodu.

### Interiér
Základem dispozice je v obou podlažích podélný trojtrakt, tvořený průchozí centrální chodbou z náměstí do zahrady a dvěma postranními trakty, dělenými do jednotlivých místností, přístupných z chodby.
Místnosti přízemí, chodba i schodiště mají valené výsečové klenby.

## Galerie

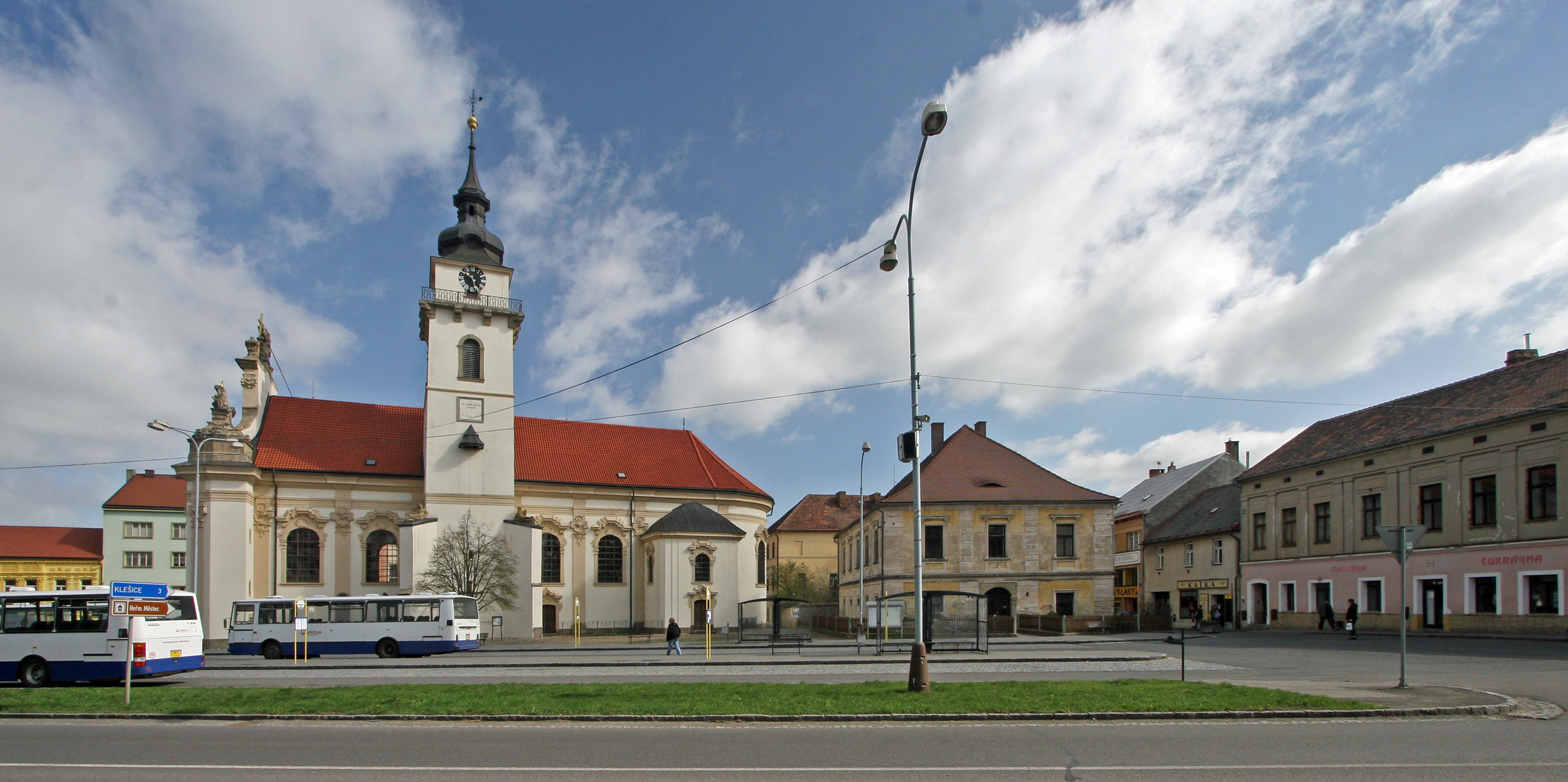
pohled na kostel svatého Bartoloměje spolu s budovou fary
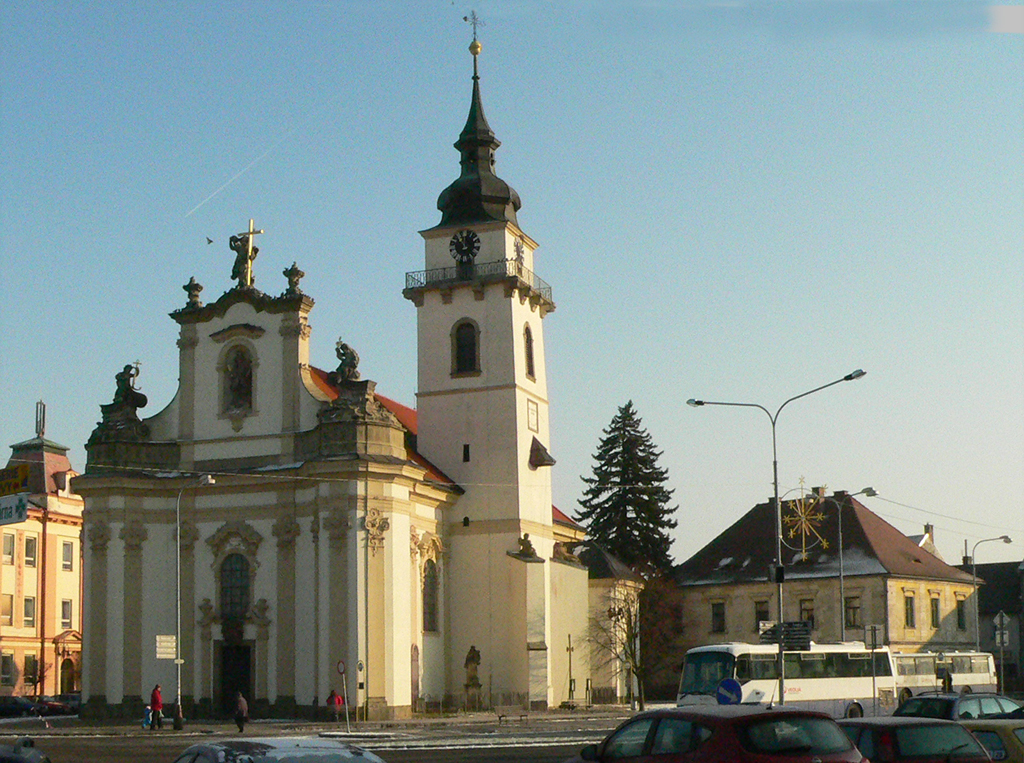
pohled na kostel svatého Bartoloměje spolu s budovou fary
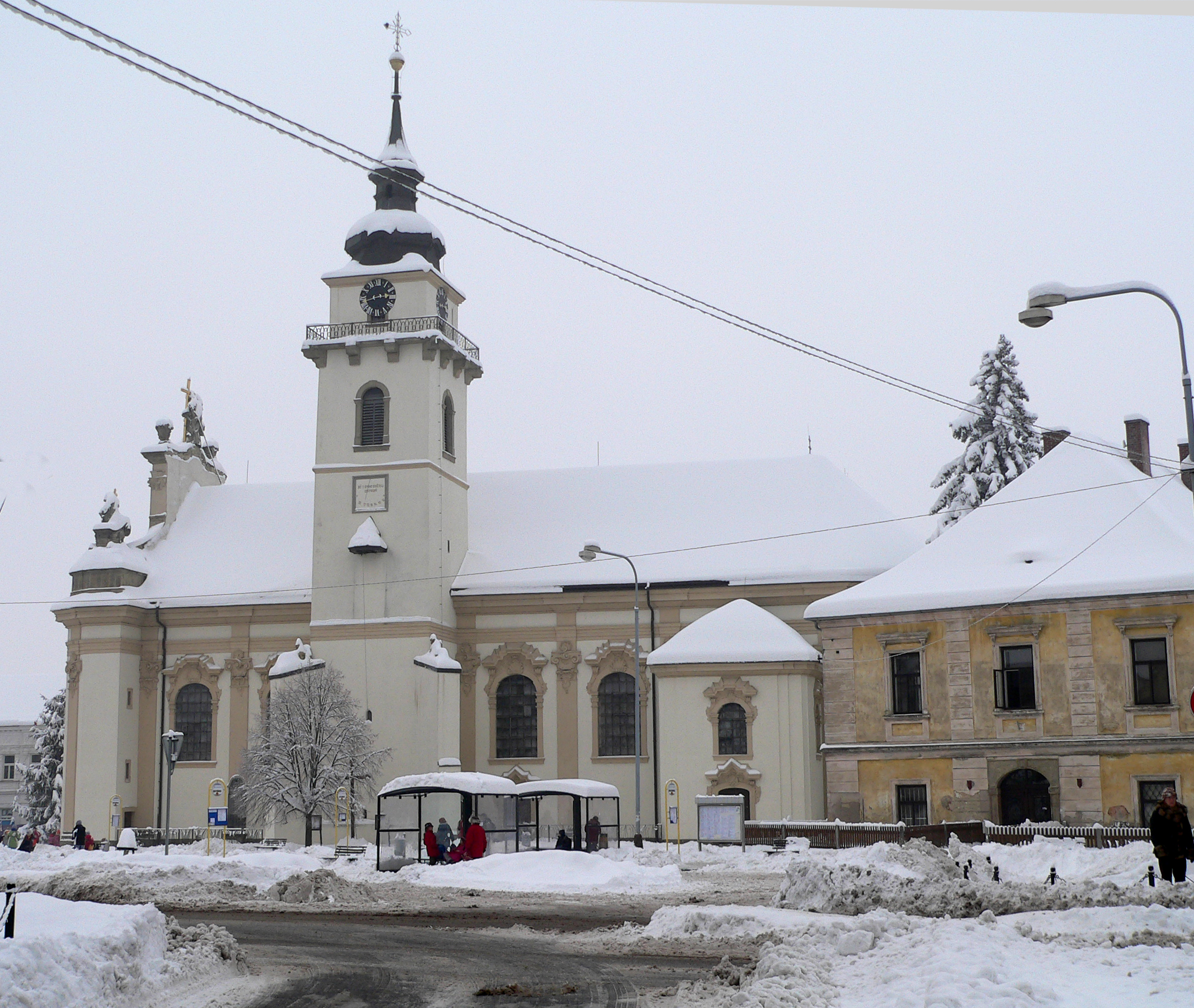
pohled na kostel svatého Bartoloměje spolu s budovou fary v zimě